# Как да ни се размине за убийство
„Как да ни се размине за убийство“ (на английски: How to Get Away with Murder) е американски сериал, който дебютира на 25 септември 2014 г. по Ей Би Си.
На 10 май 2019 г. сериалът е подновен за шести сезон, който е и финален за поредицата. Шести сезон завършва на 14 май 2020 г.

## Актьорски състав
- Вайола Дейвис – Аналис Кийтинг
- Били Браун – Нейт Лейхи
- Алфред Енох – Уес Гибинс (главна роля – сезон 1 – 3; епизодични роли – сезон 4 и 6)
- Джак Фалахи – Конър Уолш
- Кейти Финдли – Ребека Сътър (главна роля – сезон 1; епизодични роли – сезон 2)
- Ейджа Наоми Кинг – Микейла Прат
- Карла Соуза – Лоръл Кастийо
- Мат Макгори – Ашър Милстоун
- Чарли Уебър – Франк Делфино
- Лайза Уайл – Бони Уинтърботъм
- Конрад Рикамора – Оливър Хамптън (главна роля – сезон 3 – 6; епизодични роли – сезон 1 – 2)
- Роум Флин – Гейбриъл Мадокс (главна роля – сезон 5 – 6; епизодични роли – сезон 4)
- Амира Ван – Тиган Прайс (главна роля – сезон 5 – 6; епизодични роли – сезон 4)
- Тимъти Хътън – Емет Крофорд (сезон 5)

## „Как да ни се размине за убийство“ в България
В България сериалът започва излъчване на юли 2015 г. по AXN.